# Janusz Sidło
Janusz Jan Sidło (19. června 1933 – 2. srpna 1993) byl polský atlet, dvojnásobný mistr Evropy v hodu oštěpem z let 1954 a 1958.

## Sportovní kariéra
Startoval celkem šestkrát na olympiádě, největším úspěchem pro něj byla stříbrná medaile z Melbourne v roce 1956. Pětkrát se zúčastnil evropského šampionátu, zvítězil v letech 1954 a 1958. V roce 1953 vytvořil evropský rekord výkonem 80,15 m a v roce 1956 světový rekord 83,66 m. Celkem čtrnáctkrát se stal mistrem Polska v hodu oštěpem.